# Bill Horr
Bill Horr (eigentlich Marquis Franklin Horr; * 2. Mai 1880 in Munnsville, New York; † 1. Juli 1955 in Syracuse, New York) war ein US-amerikanischer Leichtathlet und American-Football-Trainer.
Bei den Olympischen Spielen 1908 in London gewann er im Diskuswurf Silber im griechischen Stil und Bronze im freien Stil. Im Kugelstoßen und im Hammerwurf wurde er jeweils Sechster.
Im selben Jahr wurde er US-Meister im Diskuswurf.
Im Tauziehen der Spiele in London wurde er mit der US-Mannschaft Fünfter.
1909 war er an der Northwestern University und von 1910 bis 1912 an der Purdue University Trainer der Football-Mannschaft. Von 1914 bis 1923 war er Football-Assistenz-Trainer an seiner Alma Mater, der Syracuse University. Danach praktizierte er als Rechtsanwalt.